# Koryčany
Koryčany (în germană Koritschan) este o comună și un oraș din districtul Kroměříž din regiunea Zlín din Cehia. Are o populație de aproximativ 2.700 de locuitori.

## Diviziuni administrative
Koryčany este format din patru diviziuni administrative (în paranteze populația conform recensământului din 2021):
- Koryčany (1925)
- Blišice (206)
- Jestřabice (257)
- Lískovec (272)

## Geografie
Koryčany se află la aproximativ 26 kilometri (16 mi) sud-vest de Kroměříž și la 40 kilometri (25 mi) est de Brno. Partea de est a teritoriului comunal se află în dealurile Litenčice. Partea de vest se află într-un peisaj împădurit din lanțul montan Chřiby și include cel mai înalt punct al Koryčany, dealul Ocásek aflat la 553 metri (1.814 ft) deasupra nivelului mării.
Râul Kyjovka⁠(d) curge prin oraș. Lacul de acumulare Koryčany a fost construit pe râu în anii 1953–1958 pentru alimentarea regiunii cu apă potabilă și ca o protecție împotriva inundațiilor.

## Istorie

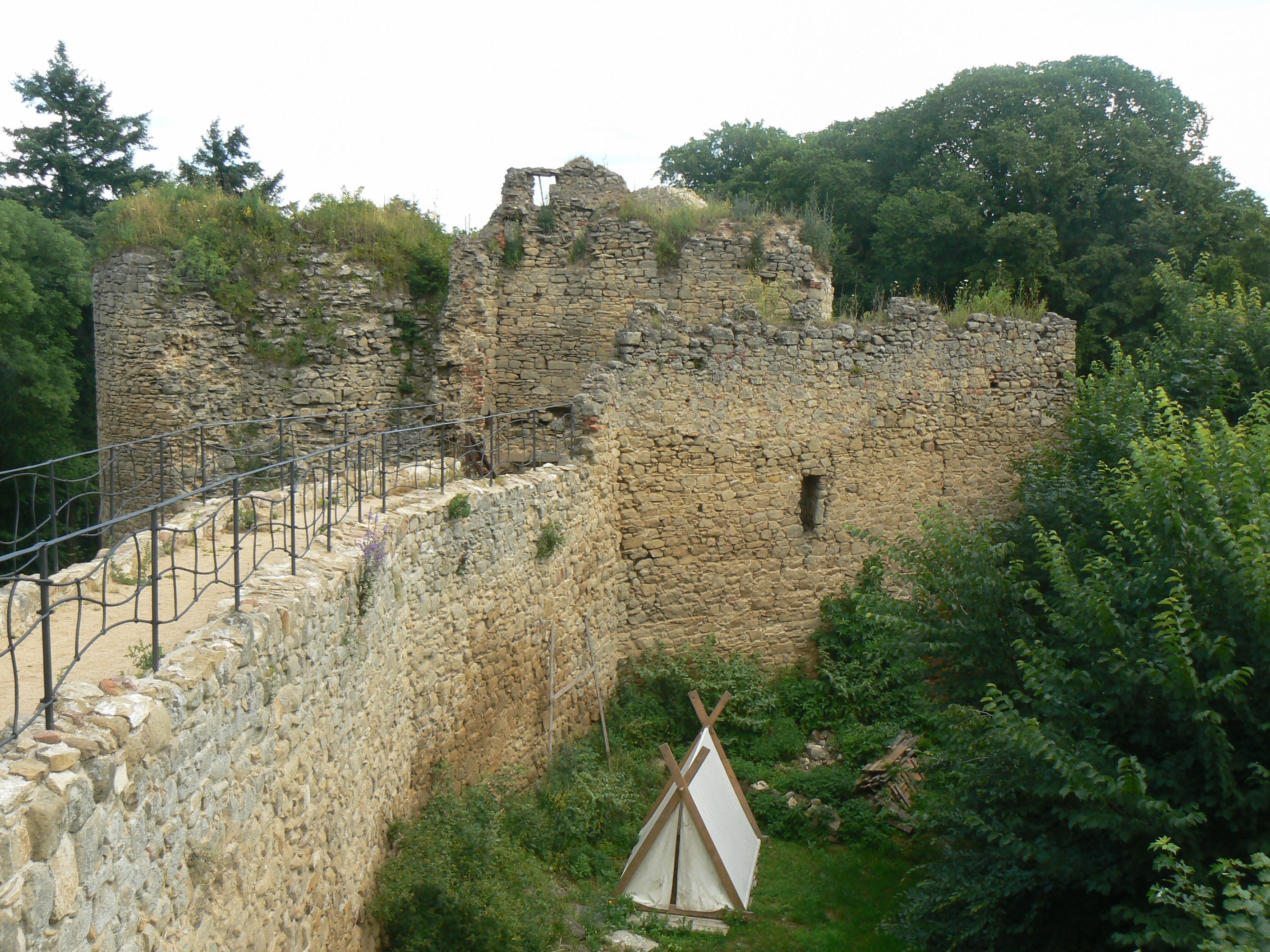
Castelul Cimburk

Prima mențiune scrisă despre Koryčany datează din anul 1321.
În 1349, Koryčany a fost menționat pentru prima dată ca un oraș-târg.
Castelul Cimburk a fost construit aici între 1327 și 1333 și a devenit centrul moșiei. În secolul al XVII-lea, castelul și-a pierdut din importanță, iar în 1720 a fost abandonat.
Populația evreiască a fost documentată pentru prima dată în 1567. Comunitatea și-a atins apogeul la mijlocul secolului al XIX-lea. Ultimele patru familii au dispărut în timpul Holocaustului nazist.
În 1967, Koryčany a fost promovat ca oraș. Fostele comune separate Jestřabice și Lískovec au fost unite cu Koryčany în 1976.

## Transporturi
Nu există drumuri importante care să treacă prin comună. Calea ferată care începe aici nu mai este folosită.

## Obiective turistice

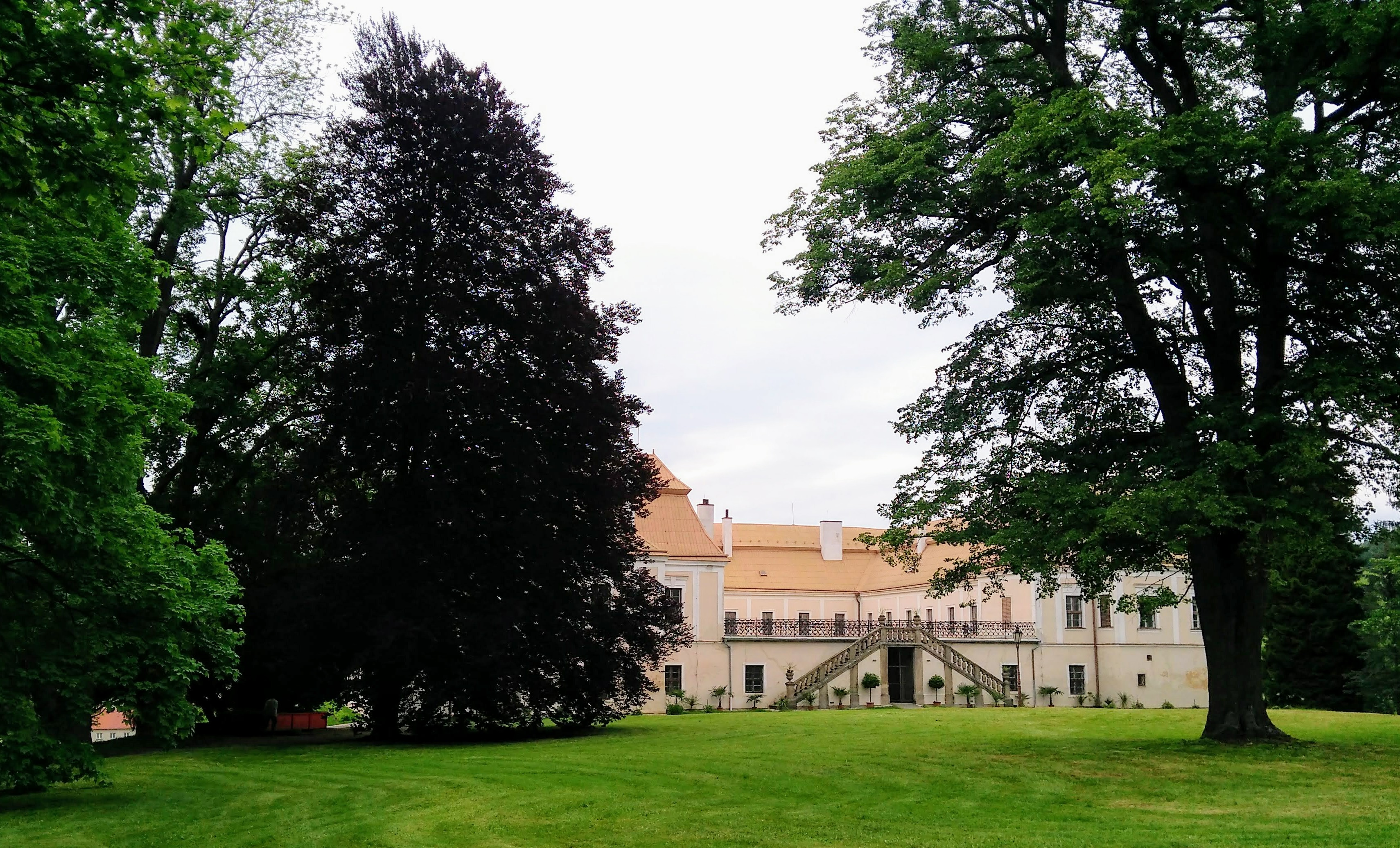
Castelul Koryčany

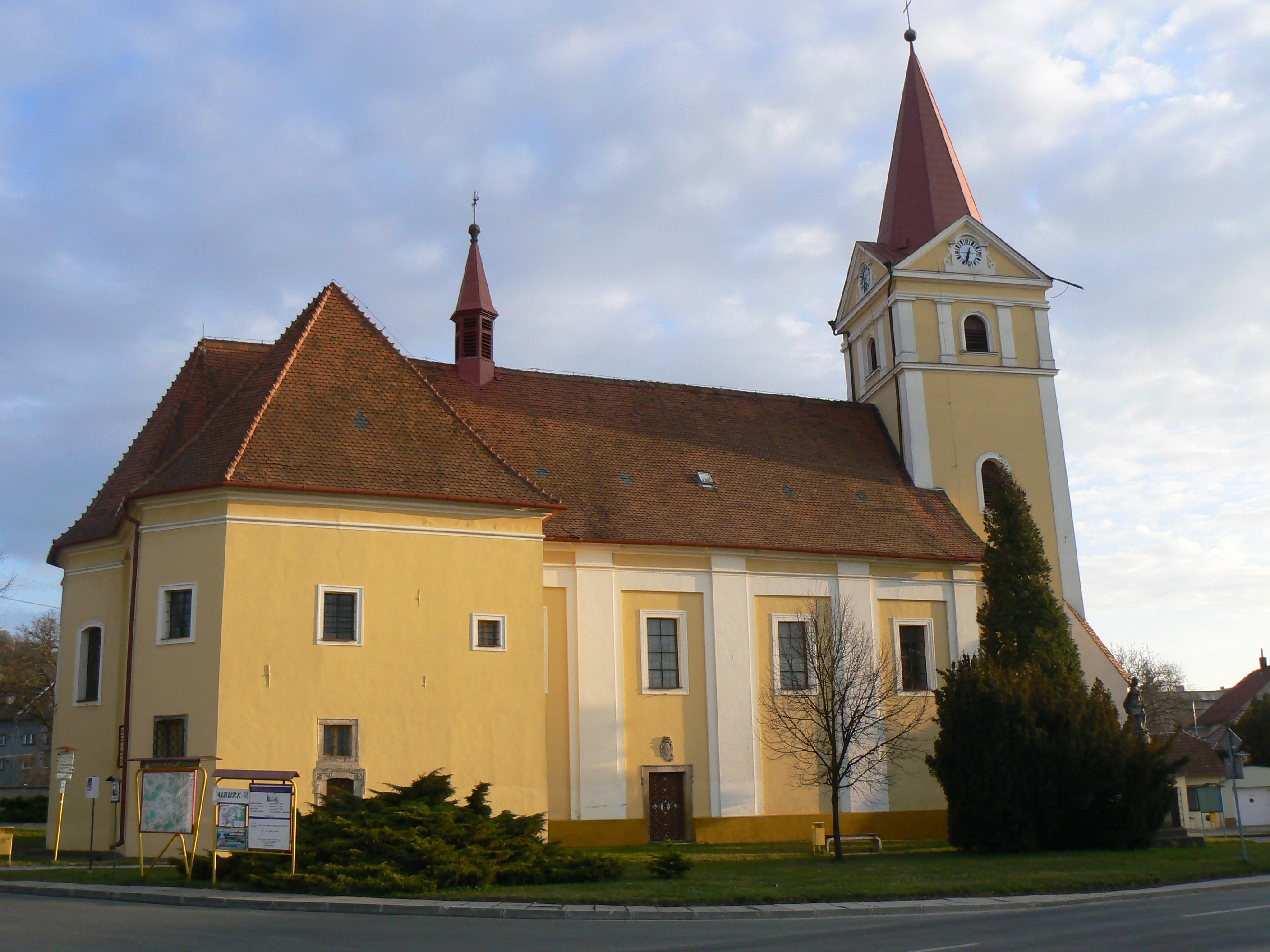
Biserica Sfântul Laurențiu

Castelul Cimburk este o ruină a unui castel gotic-renascentist. Astăzi acesta a fost reparat treptat și a fost deschis publicului.
Castelul Koryčany a fost menționat pentru prima dată în 1611 ca fortăreață și conac. A fost construit pentru a înlocui castelul gotic mai îndepărtat ca sediu al domniei. Fortăreața a fost reconstruită ca un castel baroc în 1677. La sfârșitul secolului al XVIII-lea, castelul a fost extins și au fost construite grădina ornamentală și parcul englezesc. Astăzi, complexul castelului este o proprietate privată.
Biserica Sfântul Laurențiu a fost menționată prima dată în anul 1350. Aspectul său actual datează din a doua jumătate a secolului al XVII-lea.
Cimitirul evreiesc conține aproximativ 200 de pietre funerare. Cea mai veche piatră funerară din cimitir care s-a păstrat este din anul 1674.

## Persoane notabile
- Ignaz Grossmann⁠(d) (1825–1897), rabin; a servit aici în perioada 1863–1866
- Oskar Rosenfeld⁠(d) (1884–1944), scriitor austriaco-evreu
- Rudolf Rafael Kolisch⁠(d) (1867–1922), medic austriac

## Orașe înfrățite
Koryčany este înfrățit cu:
- Lehota, Slovacia